# Loo (Bergeijk)
Loo – wieś w południowej Holandii, w prowincji Brabancja Północna, w gminie Bergeijk. Według stanu na 1 stycznia 2013 zamieszkiwały ją 1193 osoby.
We wsi znajduje się zabytkowy gotycki kościół pw. Świętego Piotra. Został on wybudowany zgodnie z projektem Carla Webera. Wieża kościoła pochodzi z roku 1896 i zaprojektowana została przez Caspara Franssena.